# Плодоїд голошиїй
Плодоїд голошиїй (Gymnoderus foetidus) — вид горобцеподібних птахів родини котингових (Cotingidae).

## Поширення
Ці птахи широко поширені в північній частині Південної Америки, де вони заселяють тропічний ліс басейну Амазонки. Плодоїд голошиїй мешкає в тропічних низовинних вологих лісах, затоплених лісах та галерейних лісах.

## Опис
Ці птахи мають масивний вигляд, з невеликою видовженою головою з відносно маленьким і тонким дзьобом, конічної форми, довгими і округлими крилами, міцними ногами та квадратнохвостим хвостом. Зовні схожі на голубів. Тіло завдовжки 30–38 см, вага 220—359 г. Самці мають чорну голову, шию і хвіст, синювато-чорну спину і темно-сині груди, живіт і боки. Крила мають сіро-блакитні криючі й махові. Своєрідною характеристикою цих птахів є наявність оголених карункулів (м'ясистих виростів) на щоках і боках шиї, які у самців дуже обширні і яскраво-синього кольору. Самиці мають майже повністю чорне оперення, нижня поверхня хвоста білуватого кольору, тоді як карункули шиї не дуже підкреслені й представлені голими чорнуватими потовщеннями шкіри з боків голови. Дзьоб і ноги чорні. Очі темно-карі, з чітко вираженим синім навколоочним кільцем у самців і чорнувато-сірим кільцем у самиць.

## Спосіб життя
Живе у тропічному лісі. Трапляється групами в підліску або в кронах дерев, досить рідко спускається на землю. Більшу частину дня проводять у пошуках їжі. Харчується плодами, зрідка поїдає комах. Сезон розмноження триває з вересня по лютий. Самець змагається за прихильність самиці співом. Самець намагається паруватися з найбільшою кількістю самиць і не бере участі в догляді за потомством. Гніздо зроблене з гілочок і рослинних волокон, має форму чашки і розташоване високо вгорі серед дерев. У кладці 1—2 яйця.